# Wilhelm Gerstenmeier
Wilhelm Gerstenmeier (ur. 17 stycznia 1908 w Augsburgu, zm. 3 grudnia 1944 w Lublinie) – zbrodniarz hitlerowski, urzędnik administracji obozu koncentracyjnego Majdanek i SS-Hauptsturmführer.
Był odpowiedzialny za dostarczanie cyklonu B do komór gazowych obozu. Skazany na karę śmierci przez powieszenie przez polski Specjalny Sąd Karny w Lublinie 2 grudnia 1944 w pierwszym procesie załogi Majdanka. Wyrok wykonano następnego dnia.